# Rivière du Détour
Pour les articles homonymes, voir Détour.
La rivière du Détour (anglais : Detour River) est un affluent de la rivière Turgeon, coulant au Canada dans les régions administratives de :
- Nord-Est de l'Ontario, dans le district de Cochrane, en Ontario ;
- Nord-du-Québec, dans la municipalité de Eeyou Istchee Baie-James, dans la région administrative du Nord-du-Québec, au Québec.

## Toponymie
Les toponymes suivants sont interreliés : Upper Detour Lake, Little Detour Lake, Detour Lake, Lower Detour Lake et rivière du Détour.
Le toponyme « Rivière du Détour » a été officialisé le 5 décembre 1968 à la Banque des noms de lieux de la Commission de toponymie du Québec.